# Rick van Drongelen
Rick van Drongelen (Terneuzen, Países Bajos, 20 de diciembre de 1998) es un futbolista neerlandés que juega en la posición de defensa en el Samsunspor de la Superliga de Turquía.

## Trayectoria

### Sparta Rotterdam
Rick Van Drongelen salió de la cantera del Sparta Rotterdam y debutó con el primer equipo el 29 de abril de 2016 en un partido de liga contra el Dordrecht con un resultado negativo de 2-3. Aquella temporada acabó jugando 15 partidos siendo clave para aquel ascenso a la Eredivisie. 
En su segunda temporada con el equipo fue la consolidación, llegando a jugar 34 partidos en total, 31 en la Eredivisie y 3 en KNVB Beker. Llegó a convertirse en una de las revelaciones del campeonato doméstico y una de las promesas del fútbol europeo. 

### Alemania
El 3 de agosto de 2017 fichó por el Hamburgo por una cantidad de 3 millones de euros siendo su duración de contrato hasta el 30 de junio de 2022.
Debutó el 19 de agosto ante el Augsburgo en un partido que se saldó con victoria de los locales por 1-0, aquella temporada llegó a jugar hasta 18 partidos oficiales de Bundesliga con un gran rendimiento haciendo llamar la atención a los equipos europeos. Pese al descenso de su equipo Rick aceptó la propuesta de quedarse siendo uno de los jugadores llamados a liderar un equipo joven.
En su segunda temporada arrancó jugándolo absolutamente todo, jugando prácticamente todos los minutos de los partidos oficiales del club a la edad tempranera de 19 años.[cita requerida]
Tras jugar 95 partidos en las cuatro temporadas que estuvo en el club, en junio de 2021 fichó por el F. C. Union Berlin. En el equipo capitalino permaneció media temporada antes de ser cedido lo que quedaba de ella al K. V. Mechelen y la siguiente al F. C. Hansa Rostock. Tras este segundo préstamo se marchó definitivamente en julio de 2023 al Samsunspor.

## Clubes
| Club                         | País         | Año       |
| ---------------------------- | ------------ | --------- |
| Sparta de Rotterdam          | Países Bajos | 2015-2017 |
| Hamburgo S. V.               | Alemania     | 2017-2021 |
| F. C. Union Berlin           | Alemania     | 2021-2023 |
| K. V. Mechelen (cedido)      | Bélgica      | 2022      |
| F. C. Hansa Rostock (cedido) | Alemania     | 2022-2023 |
| Samsunspor                   | Turquía      | 2023-     |